# Anri Okita
Anri Okita (em japonês:  沖 田 杏 梨) é uma atriz, cantora, compositora e ex-atriz pornográfica japonesa nascida na Inglaterra.
Entre 2011 e 2016, Okita foi popular como uma AV Idol antes de se aposentar em maio de 2016 para se concentrar em uma carreira na mídia. De 2016 a 2017, Okita foi membro do grupo Ebisu Muscats. Em 2017, Okita estreou como artista solo e lançou o álbum GORILLA. Okita também atuou em vários filmes, como Naked Ambition 2 (2014), Assassination Classroom (2015), Scoop! (2016) e Diamond Dogs (2017).

## Primeiros anos
Okita nasceu em Birmingham na Inglaterra, Reino Unido. Aos oito anos, Okita e sua família voltaram para o Japão. Okita começou a assistir vídeos adultos (AV) durante sua adolescência, com sua artista favorita sendo a AV Idol nipo-alemã Saori Hara. Okita foi uma estudante de arte na Inglaterra durante seus anos de faculdade. Ela também começou a trabalhar e se tornou uma modelo antes de sua estreia no AV.

## Carreira

### Carreira AV (2011-2016)
Okita entrou na indústria de AV Idols em 2011 com 24 anos. Seu primeiro filme adulto intitulado 1,000,000 Yen Body Best of All - Anri Okita foi lançado em 7 de fevereiro de 2011 no famoso estúdio AV, S1 No. 1 Style. Pelos próximos dois anos, Okita permaneceu como uma artista exclusiva no S1 e foi apresentada em vinte filmes adultos com o estúdio, tornando-se assim muito importante no cenário AV para uma estreante. Com sua aparência exótica e figura voluptuosa, a popularidade de Okita aumentou rapidamente a partir de meados de 2011 no Japão, bem como em outros mercados do sudeste asiático. No final de 2012, Okita começou a subir em popularidade como uma atriz de filmes adultos japonêses  depois que dezenas de suas cenas foram postadas em sites adultos como XVideos, XNXX e Pornhub. Em 2013, a popularidade de Okita explodiu nos Estados Unidos e Canadá, bem como na Europa; ela se tornou a terceira estrela pornô asiática assistida depois de Hitomi Tanaka e Yui Hatano. Em 2011, Okita foi nomeada a estreante número 1 no mercado asiático pela Internet Adult Film Database.
Em outubro de 2012, Okita decidiu se transferir do estúdio S1 para o estúdio Soft On Demand com o nome artístico de "Akane Mizuki" mas no início de 2013 ela decidiu se tornar uma atriz freelance (kikatan joyū) trabalhando com vários outros estúdios AV como Wanz Factory, Moodyz ou Fitch. Durante sua carreira AV, Okita fez parte de vários projetos de alto perfil. Um deles foi J & L – Two Pairs Of Huge Tits Take Real Creampies (lançado pela Moodyz em 1 de junho de 2015)  no qual ela co-estrelou com sua colega atriz AV e amiga íntima Hitomi Tanaka. Ela também fez parte do trabalho do 15º aniversário de Moodyz, Crimson Dream, uma extravagante adaptação ao vivo de um mangá hentai com duração de seis horas e um elenco de outras atrizes de filmes adultos japoneses muito populares, como Ai Uehara, Kaho Kasumi, Kurea Hasumi, Yui Hatano, Hibiki Otsuki e Shoko Akiyama.

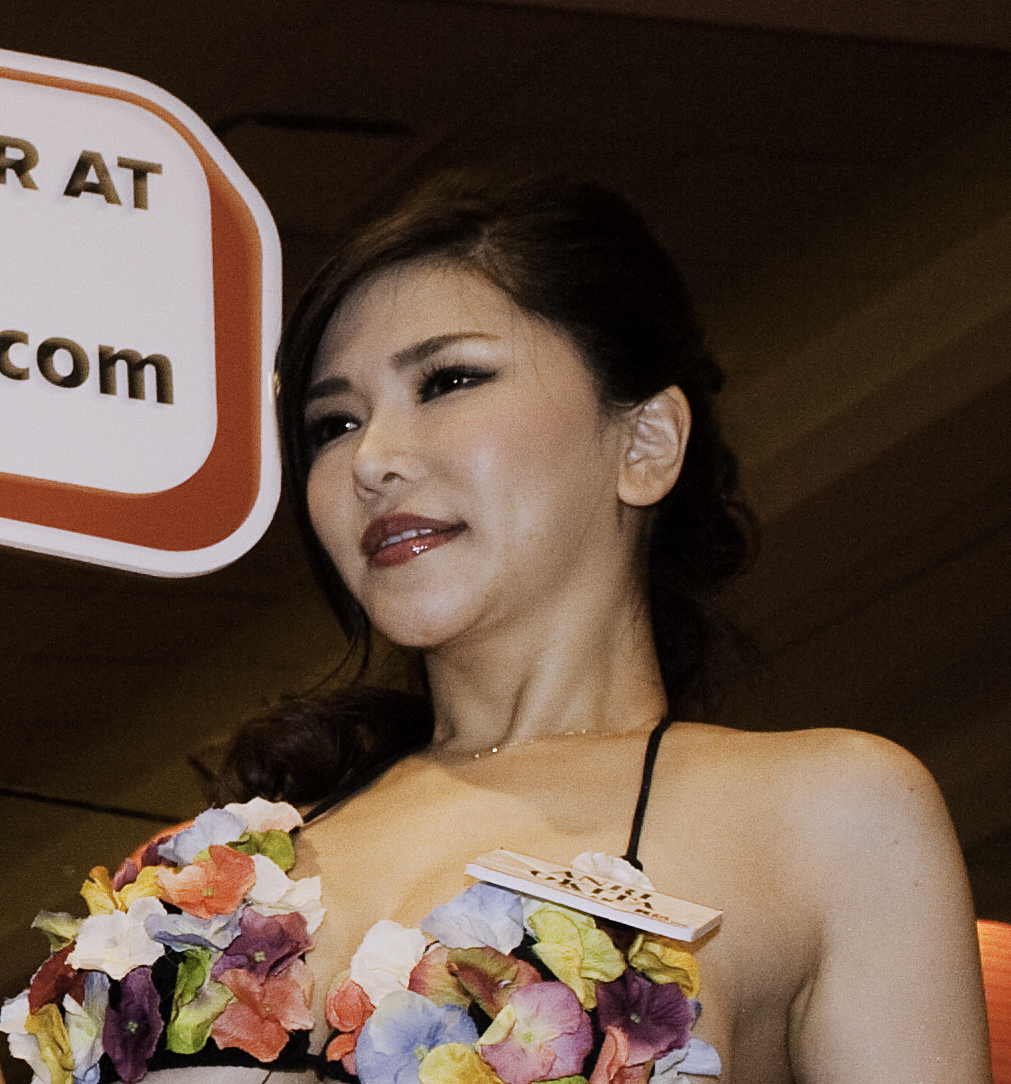
Okita na AVN Adult Entertainment Expo 2016.

Okita também fez aparições na AVN Adult Entertainment Expo em 2015 e 2016, bem como no 33º AVN Awards . Em 2016, Okita anunciou sua aposentadoria da indústria adulta e seu último filme adulto Porno Porn Retirement x Crimson – Anri Okita Captured by an Erotic Artist, dirigido por Kitorune Kawaguchi foi lançado em 8 de maio de 2016. Ao longo de sua carreira, Okita participou de quase 300 filmes (incluindo obras originais e várias compilações).

### Carreira convencional (2017-presente)
Depois de se aposentar dos filmes adultos, Okita continuou muito popular no Japão, especialmente nas redes sociais e entre os jovens. Em 2011, ainda na indústria adulta, Okita apareceu em sete episódios da popular série de televisão japonesa tokusatsu Garo: Makai Senki. Em 2016, Okita se juntou ao popular grupo de pop rock Ebisu Muscats em turnê com o grupo em novembro e dezembro de 2016. Em meados de 2017, Okita deixou o grupo para seguir carreira solo. Lançando seu primeiro álbum solo GORILLA em 4 de outubro de 2017. Ela também estrelou em vários filmes populares, como a comédia Naked Ambition 2 ou o thriller de ação Diamond Dogs.
No final de 2019, Okita iniciou um canal no YouTube onde envia vídeos de seus esboços e desenhos. É apresentado em uma mistura de inglês e japonês. Em 1º de fevereiro de 2020, tinha 23.000 inscritos e mais de 800.000 visualizações no canal.
Em 2021, Okita Anri solicitou a remoção gradual das obras dos sites oficiais de várias empresas de AV. Em 28 de agosto de 2021, ela tweetou que todos os seus trabalhos haviam sido retirados das prateleiras, mas esse comportamento causou insatisfação e tristeza entre muitos internautas e expressou seu pesar.

## Vida pessoal
Em 2013, Okita expressou seu desejo de se casar com um homem chinês em um programa chinês chamado "Cool 6".
Em 2015, Okita disse em um programa chamado "MarsTalk": "Eu quero um namorado chinês dedicado."
No entanto, ela não cumpriu sua promessa - ela se apaixonou por um japonês no segundo ano de aposentadoria e logo se casou.
Em dezembro de 2017, Okita se casou com um empresário japonês. No início de 2018, o casal anunciou que teriam uma menina. Em 30 de abril de 2018, anunciou que ela havia dado à luz uma menina saudável.
Okita é amiga de longa data do colega super popular no ramo de AV Idols Tanaka Hitomi.

## Filmografia
| Ano        | Trabalhar                           | Notas / Refs                                   |
| ---------- | ----------------------------------- | ---------------------------------------------- |
| 2011– 2012 | Garo: Makai Senki                   | Apareceu em sete episódios nas temporada 1 e 2 |
| 2014       | Ambição Nua 2                       | Creditada como "Mulher número 2"               |
| 2015       | Assassination Classroom             |                                                |
| 2016       | Assassination Classroom: Graduation |                                                |
| 2016       | Scoop!                              |                                                |
| 2016       | 14 no yoru                          |                                                |
| 2017       | Diamond Dogs                        |                                                |

## Discografia

### Álbuns
| Título    | Detalhes do álbum                                                         | Posições nas Paradas | Posições nas Paradas | Posições nas Paradas | Vendas          |
| Título    | Detalhes do álbum                                                         | Japão                | Taiwan               | HK                   | Vendas          |
| --------- | ------------------------------------------------------------------------- | -------------------- | -------------------- | -------------------- | --------------- |
| Anri Walk | - Lançado: 26 de agosto de 2015 - Sete músicas - Duração do Álbum: 31 min | -                    | -                    | -                    | -               |
| Gorila    | - Lançado: 4 de outubro de 2017 - Oito músicas - Duração do Álbum: 35 min | 49                   | 38                   | 9                    | - Japão: 20.100 |

### Singles e EPs
| Título              | Ano  | Posições de pico | Posições de pico | Posições de pico | Posições de pico | Vendas                                         |
| Título              | Ano  | JPN Oricon       | JPN Hot 100      | TWN Ásia leste   | HK               | Vendas                                         |
| ------------------- | ---- | ---------------- | ---------------- | ---------------- | ---------------- | ---------------------------------------------- |
| Liar (EP)           | 2013 | -                | -                | 89               | -                | -                                              |
| Wanna Stay with You | 2015 | -                | -                | -                | -                | -                                              |
| Monstro Maboroshi   | 2015 | -                | -                | -                | -                | -                                              |
| Cat Walk            | 2016 | 47               | 77               | 70               | 31               | - JAPÃO: 195.000 - TAIWAN: 34.300 - HK: 29.720 |